# 温达 (高句丽)

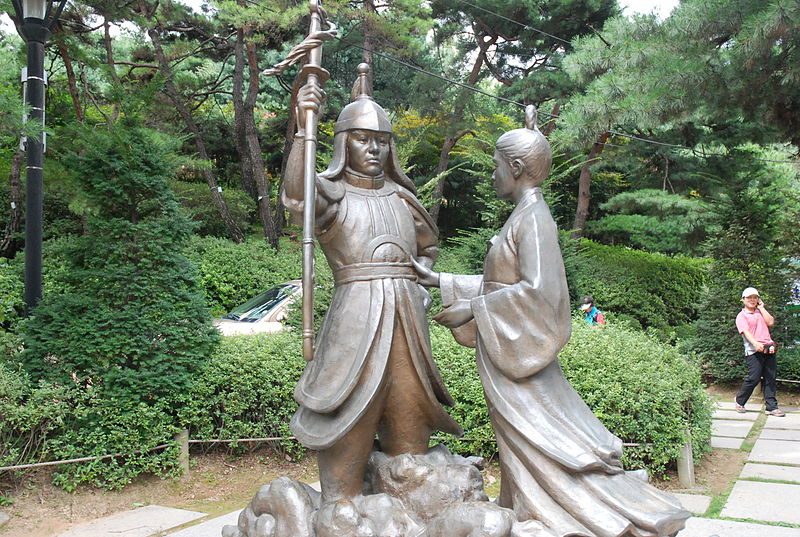
温达和平岡公主

溫達（？—590年）高句麗平岡公主的駙馬。
溫達容貌龍鐘可笑，家貧，常要饭養母，破衣烂鞋，在市井間往來，時人称他爲愚溫達。平原王小女兒平岡公主对溫達感兴趣，公主出宮见到溫達，賣金釧，買得田宅、奴婢、牛馬、器物。之后買馬，公主对溫達说：“不要買商人的馬，应该擇病瘦被放出来的國馬，而後換过来。” 溫達照她说的做了。公主飼養很好，馬日益肥壯。高句麗常在春三月初三日，在樂浪之丘會獵，獵獲的猪鹿，祭天和山川神。到了那天，平原王出獵，群臣及五部兵士都跟从。於是，溫達用自己所養的馬隨行，馳騁在前，獵獲很多。平原王召他來，問他的姓名，非常驚異。
周武帝出師伐遼東，平原王領軍在拜山之野交戰。溫達爲先鋒，斬杀數十餘首級，諸軍乘勝奮擊，获胜。論功时，無不以溫達爲第一。平原王赞美他：“是我女壻啊。” 備禮迎接，賜爵爲大兄。从此，寵榮尤渥，威權日盛。陽岡王卽位，溫達上奏：“新羅占据我漢江以北之地，作爲郡縣，当地百姓痛恨，没有忘记父母之國。願大王不以我不成器，给我兵马收复。” 陽岡王同意。溫達臨行誓言：“鷄立峴、竹嶺已西，不歸我国，我就不回来了。”溫達與新羅軍在阿旦城之下作戰，被流矢射中，路途中死去。想要下葬，棺柩不肯動，公主來撫着棺材说：”死生決别，回来了。” 于是把棺材举起来，埋葬了他。陽岡王听说后非常悲痛。

## 家族

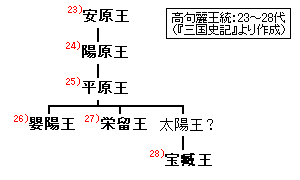
《三國史記》中的高句麗世系

- 父：溫協
- 母：
- 妻: 平岡公主

## 相关影视剧
- 《月升之江》，羅人友飾演